# Gammarus lacustris
Gammarus lacustris is een vlokreeftensoort uit de familie van de Gammaridae. De wetenschappelijke naam van de soort werd in 1864 voor het eerst geldig gepubliceerd door Georg Ossian Sars.

## Beschrijving
G. lacustris kan afhankelijk van de omstandigheden kleurloos, bruin, roodachtig of zelfs blauwachtig zijn. Het komt voor in zoet water waar het een belangrijke rol speelt in het ecosysteem. De vlokreeft is een detrivoor wat wil zeggen dat het leeft van dood organisch materiaal. Hiernaast eet het algen, vooral kiezelwieren. Zelf is het weer een belangrijke voedingsbron voor vele hogere organismen als vogels, vissen en grote insecten. 

## Verspreiding

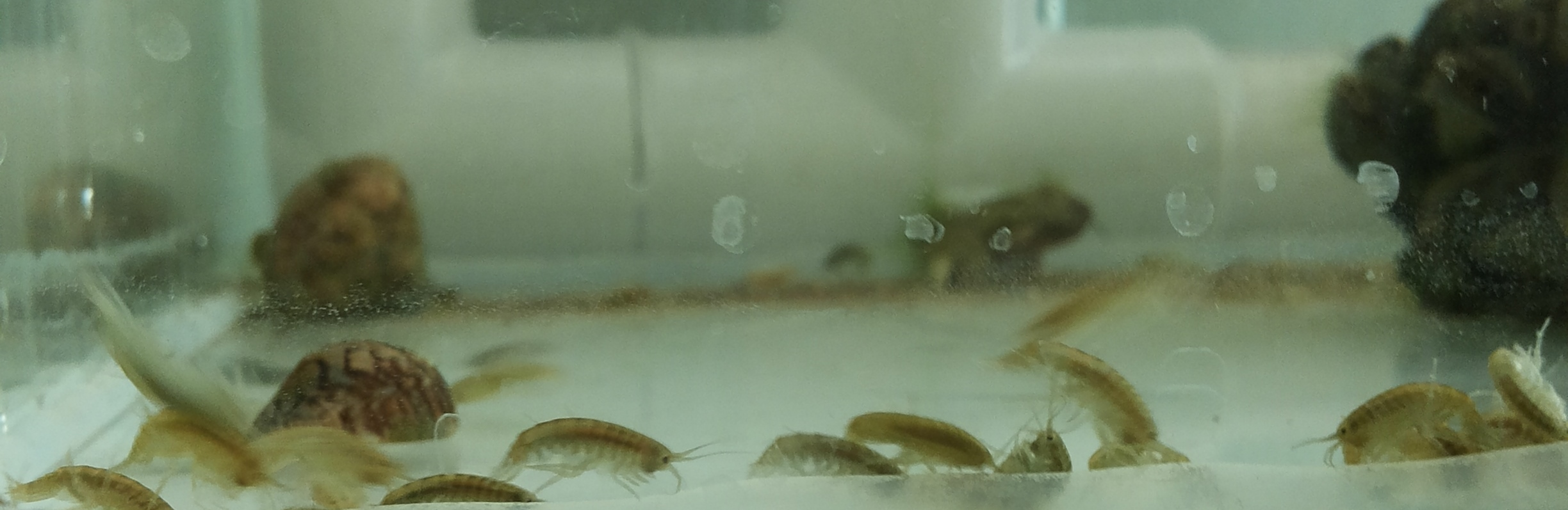
Gammarus lacustris in een aquarium

G. lacustris komt voor in noordwest Europa, Rusland en Noord Amerika. Hier wordt het aangetroffen in ondiepe en diepe meren en langzaam stromende rivieren. De dichtheden zijn het grootst in meren zonder vis.
De soort kan 25 mm (man) groot worden.